# Johannes Geller
Johannes Geller (* 2000 in München) ist ein deutscher Schauspieler.

## Leben
Johannes Geller, der in München aufwuchs, übernahm ab der Spielzeit 2009/10 regelmäßig Kinderrollen an den Münchner Kammerspielen, wo er in Inszenierungen von Christoph Frick, Jossi Wieler, Lars-Ole Walburg, Stephan Kimmig und Susanne Kennedy zu sehen war.
Von 2015 bis 2017 spielte er an den Münchner Kammerspielen den jüngsten Bruder Luca in Simon Stones Bühnenadaption des Visconti-Klassikers Rocco und seine Brüder.
Von 2020 bis 2024 absolvierte Geller ein Schauspielstudium an der Filmuniversität Babelsberg Konrad Wolf.
Seit 2014 steht Geller regelmäßig für Film- und TV-Rollen vor der Kamera. In der 3. Staffel der ZDF-Serie Dr. Klein (2016) spielte er, an der Seite von Greta Bohacek, Anne Kanis und Daniel Wiemer, eine Episodenhauptrolle als HIV-infizierter Junge. In dem deutsch-tschechischen Filmdrama Die Freibadclique (2017) verkörperte er den nach den Vorgaben der Waffen-SS zunächst zu kleinen „Jumbo“, der jedoch umso stolzer ist, als er schließlich doch genommen wird. In der 15. Staffel der ZDF-Serie Der Staatsanwalt (2020) verkörperte er in einer Episodenhauptrolle den hochbegabten, autistischen jungen Programmierer Carsten Beckmann, der zu einem Ransomware-Angriff auf ein Krankenhaus angestiftet wird. In dem Fernseh-Vierteiler Deutscher, der ab April 2020 auf ZDFneo erstausgestrahlt wurde, spielte Geller neben Paul Sundheim eine der Hauptrollen, den Schüler Marvin Pielcke, dessen Eltern es begrüßen, dass eine rechtspopulistische Partei die Bundestagswahl gewinnt. In der 35. Staffel der ZDF-Serie SOKO München (2020) übernahm er eine der Hauptrollen als Skater und Prankster-Kumpel eines getöteten 16-jährigen Schülers. In der 11. Staffel der ZDF-Serie Die Chefin (2021) spielte Geller eine der Episodenhauptrollen als bester Freund eines getöteten 17-jährigen Schülers. In dem kammerspielartigen, nach dem Vorbild des Hollywood-Klassikers An einem Tag wie jeder andere konzipierten Fernsehfilm Tödliche Gier (2021) spielte Geller unter der Regie von Thorsten Näter den Pastorensohn Marius, der gemeinsam mit seiner Familie von drei entflohenen Sträflingen als Geisel genommen wird. In der 3. Staffel der ZDF-Serie SOKO Potsdam (2021) hatte Geller eine Episodenhauptrolle als tatverdächtiger „Kompagnon“ eines getöteten Apothekersohns, der ohne Wissen seines Vaters mit gepanschtem codeinhaltigen Hustensaft gedealt hat. In der 8. Staffel der TV-Serie Morden im Norden (2022) übernahm Geller eine Episodenhauptrolle als völlig verstört wirkender 18-jähriger Freund einer getöteten Schülerin.
Johannes Geller spielt Schlagzeug und ist Techno-Produzent und DJ unter dem Namen „Punktmidi“. Er lebt nach seinen Jugendjahren in München nunmehr in Berlin.

## Filmografie
- 2015: Utta Danella – Lisa schwimmt sich frei (Fernsehfilm)
- 2016: Dr. Klein: Mut (Fernsehserie, eine Folge)
- 2017: Die Freibadclique (Fernsehfilm)
- 2018: Tatort: Ich töte niemand (Fernsehreihe)
- 2020: Der Staatsanwalt: Gestorben wird immer (Fernsehserie, eine Folge)
- 2020: Deutscher (Fernsehserie, Serienrolle)
- 2020: SOKO München: Pranks (Fernsehserie, eine Folge)
- 2021: Die Chefin: Abgehängt (Fernsehserie, eine Folge)
- 2021: Tödliche Gier (Fernsehfilm)
- 2021: SOKO Potsdam: Verlust (Fernsehserie, eine Folge)
- 2021: SOKO Stuttgart: Blingbling (Fernsehserie, eine Folge)
- 2022: Morden im Norden: Wolf (Fernsehserie, eine Folge)
- 2022: Ein Sommer am Gardasee (Fernsehreihe)
- 2022: Jenseits der Spree: Zwischen den Welten (Fernsehserie, eine Folge)
- 2025: In aller Freundschaft – Die jungen Ärzte: (K)ein Morgen (Fernsehserie, eine Folge)